# جي. هايت سميث
جي. هايت سميث هو سياسي أمريكي، ولد في 10 أبريل 1824، وتوفي في 7 ديسمبر 1886 في بروكلين في الولايات المتحدة. انتخب عضو مجلس النواب الأمريكي ‏.